# Landå

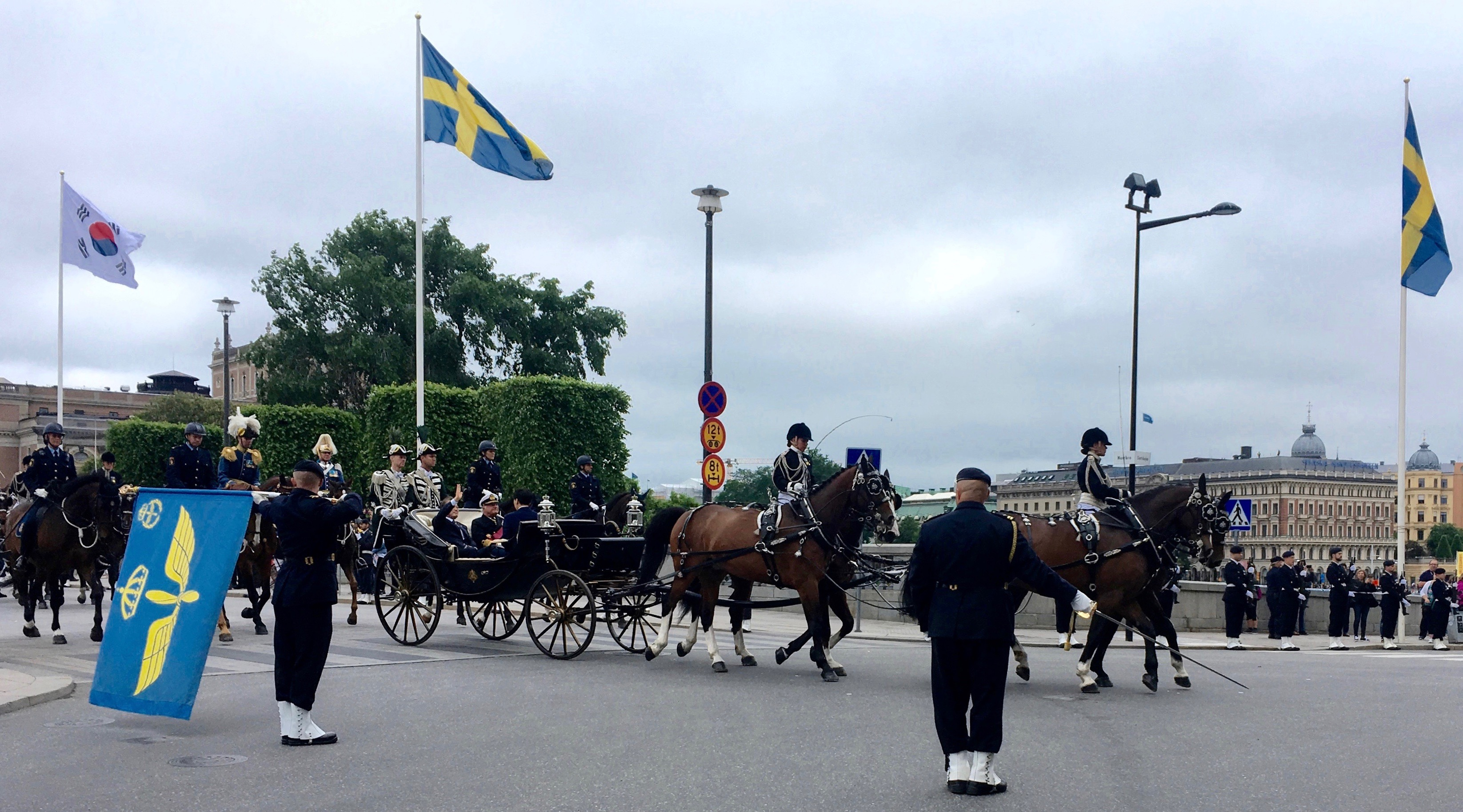
Statsbesök från Sydkorea den 14 juni 2019. Kung Carl XVI Gustaf och Republiken Koreas president Moon Jae-in åker i en öppen landå i form av Karl XV:s paradkupé från Hovstallet dragen av ett fyrspann.

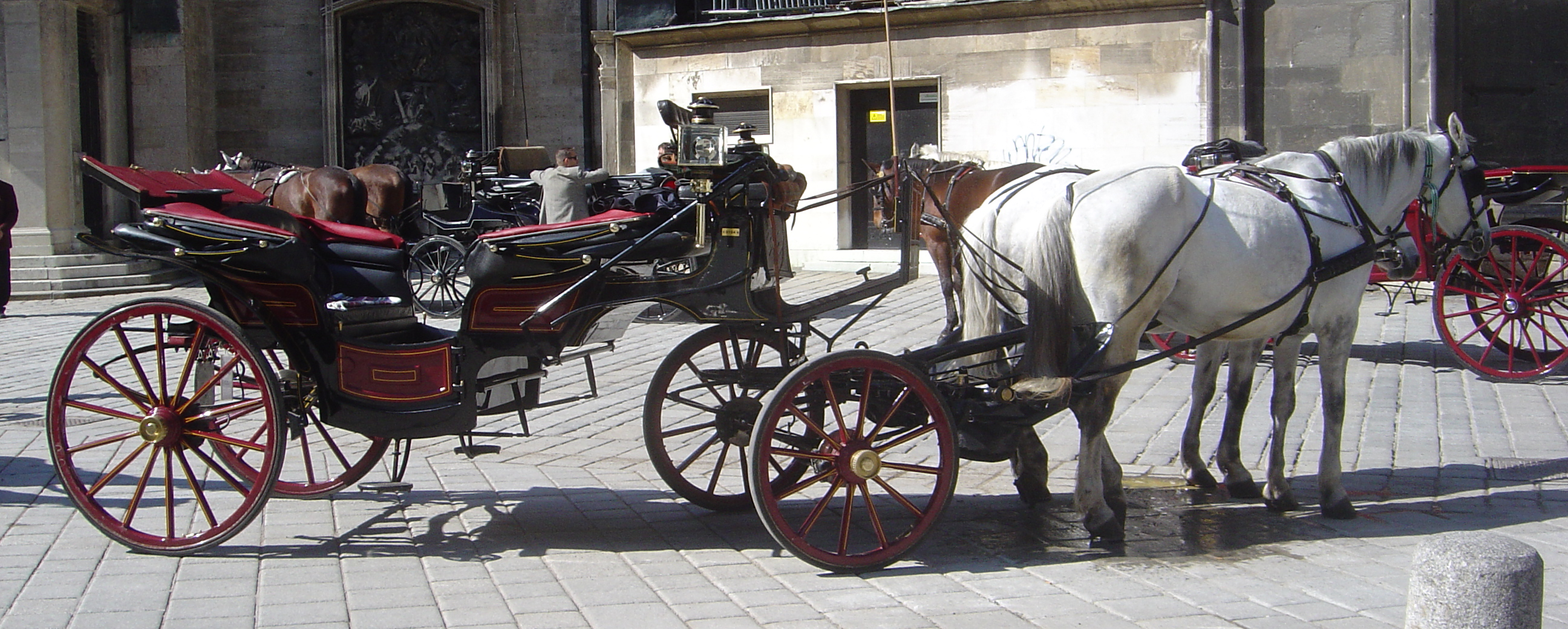
Landå vid Stefansdomen i Wien.

Landå, hovvagn från 1800-talet på Livrustkammaren.

Landå är en typ av hästdragen vagn för framför allt persontransport. Den är lätt och passagerarutrymmet kan täckas helt av suffletter som är monterade framtill och baktill.
Landån härstammar från Tyskland där den kallas Landauer. Landån har två säten baktill och en kuskbock med plats för två framtill. I en sådan vagn åkte Josef I, då han 1702 drog mot staden Landau. Fönsterrutorna går att veva ned i samband med att suffletten fälls ned så att vagnen blir helt öppen. 
Landån hade sin storhetstid under 1800-talet och var då ett lyxfordon för de rikaste. I modern tid är den närmast ett museiföremål.